# 1st Screen Actors Guild Awards
1st SAG Awards

25. februar 1995
Best Cast - Drama Series:

NYPD Blue
Best Cast - Comedy Series:

Seinfeld
1st Screen Actors Guild Awards blev afholdt d. 25. februar 1995.

## Vindere og nominerede

### Film

#### Outstanding Leading Actor
Tom Hanks – Forrest Gump
- Morgan Freeman – The Shawshank Redemption
- Paul Newman – Nobody's Fool
- Tim Robbins – The Shawshank Redemption
- John Travolta – Pulp Fiction

#### Outstanding Leading Actress
Jodie Foster – Nell
- Jessica Lange – Blue Sky
- Meg Ryan – When a Man Loves a Woman
- Susan Sarandon – The Client
- Meryl Streep – The River Wild

#### Outstanding Supporting Actor
Martin Landau – Ed Wood
- Samuel L. Jackson – Pulp Fiction
- Chazz Palminteri – Bullets Over Broadway
- Gary Sinise – Forrest Gump
- John Turturro – Quiz Show

#### Outstanding Supporting Actress
Dianne Wiest – Bullets Over Broadway
- Jamie Lee Curtis – True Lies
- Sally Field – Forrest Gump
- Robin Wright Penn – Forrest Gump
- Uma Thurman – Pulp Fiction

### Fjernsyn

#### Outstanding Actor – Drama Series
Dennis Franz – NYPD Blue
- Hector Elizondo, Chicago Hope
- Mandy Patinkin, Chicago Hope
- Tom Skerritt, Picket Fences
- Patrick Stewart, Star Trek: The Next Generation

#### Outstanding Actor – Comedy Series
Jason Alexander – Seinfeld 
- Kelsey Grammer, Frasier
- David Hyde Pierce, Frasier
- Paul Reiser, Mad About You
- John Goodman, Roseanne

#### Outstanding Actor – Miniseries or TV Film
Raul Julia – The Burning Season
- Gary Sinise, The Stand
- Forest Whitaker, The Enemy Within
- John Malkovich, Heart of Darkness
- James Garner, The Rockford Files: I Still Love L.A.

#### Outstanding Actress – Drama Series
Kathy Baker – Picket Fences
- Jane Seymour, Dr. Quinn, Medicine Woman
- Angela Lansbury, Murder, She Wrote
- Swoosie Kurtz, Sisters
- Cicely Tyson, Sweet Justice

#### Outstanding Actress – Comedy Series
Helen Hunt – Mad About You 
- Ellen DeGeneres, Ellen
- Candice Bergen, Murphy Brown
- Roseanne Barr, Roseanne
- Julia Louis-Dreyfus, Seinfeld

#### Outstanding Actress – Miniseries or TV Film
Joanne Woodward – Breathing Lessons
- Diane Keaton, Amelia Earhart: The Final Flight
- Cicely Tyson, Oldest Living Confederate Widow Tells All
- Katharine Hepburn, One Christmas
- Sissy Spacek, A Place for Annie

#### Outstanding Ensemble – Drama Series
NYPD Blue 
Amy Brenneman
David Caruso
Gordon Clapp
Dennis Franz
Vincent Guastaferro
Sharon Lawrence
James McDaniel
Gail O'Grady
Nicholas Turturro
- Chicago Hope
- ER
- Law & Order
- Picket Fences

#### Outstanding Ensemble – Comedy Series
Seinfeld 
Jason Alexander
Julia Louis-Dreyfus
Michael Richards
Jerry Seinfeld
- Frasier
- Mad About You
- Murphy Brown
- Northern Exposure

### Screen Actors Guild Life Achievement Award
- Screen Actors Guild Awards 41st Annual Life Achievement Award:
  - George Burns